# Врубле-Варґоцин
Врубле-Варґоцин (пол. Wróble-Wargocin) — село в Польщі, у гміні Мацейовиці Ґарволінського повіту Мазовецького воєводства.
Населення — 278 осіб (2011).
У 1975-1998 роках село належало до Седлецького воєводства.

## Демографія
Демографічна структура станом на 31 березня 2011 року:
|          | Загалом | Допрацездатний вік | Працездатний вік | Постпрацездатний вік |
| -------- | ------- | ------------------ | ---------------- | -------------------- |
| Чоловіки | 149     | 33                 | 95               | 21                   |
| Жінки    | 129     | 23                 | 65               | 41                   |
| Разом    | 278     | 56                 | 160              | 62                   |